# Oscarsborg

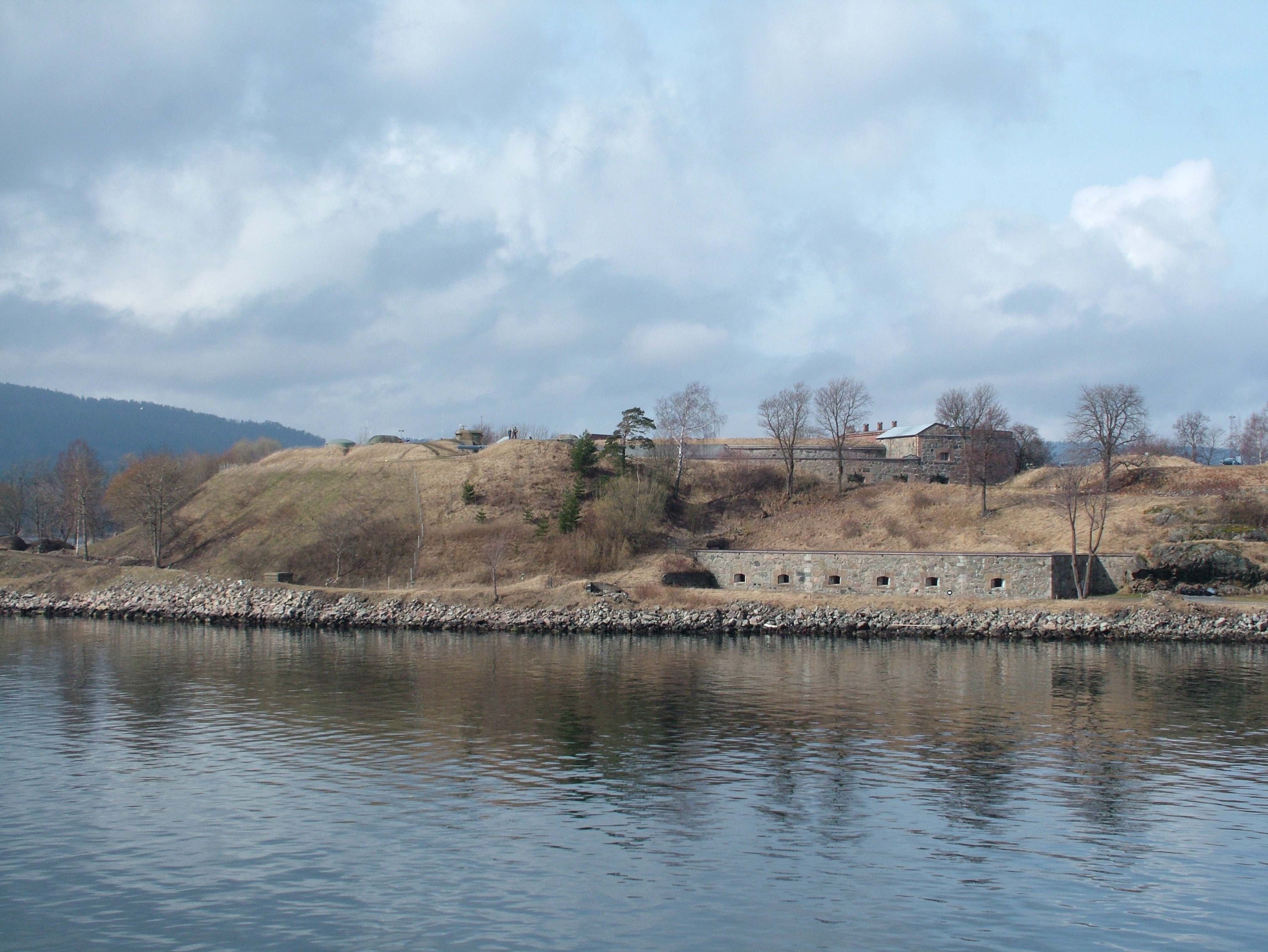
Geschütze der Festung Oscarsborg

Die norwegische Festung Oscarsborg sicherte die Zufahrt zur norwegischen Hauptstadt Oslo durch den Oslofjord vom offenen Meer her ab. Von der Festung aus wurde am 9. April 1940 der deutsche Schwere Kreuzer Blücher versenkt.

## Geographie
Die Anlage liegt auf den Inseln Nord- und Süd-Kaholmen südlich der größeren Insel Håøya. Es gibt auch 15-cm-Batterien am östlichen Ufer. Die Durchfahrt westlich der Insel zum Festland wurde um 1890 durch ein künstliches Riff auf eine durchschnittliche Wassertiefe von 2 Meter verringert, so dass auch heute noch der gesamte Schiffsverkehr von und nach Oslo in unmittelbarer Nähe an der Festung vorbeiführt.

## Geschichte
Der Bau der Festung wurde 1836 vom Oberkommandierenden General Ferdinand Graf Wedel-Jarlsberg angeordnet und 1856 fertiggestellt. Sie wurde nach Oskar I. (Schweden) benannt.
Die drei Kanonen der Hauptbatterie der Festung mit Kaliber 28 cm L/40 stammten aus dem Jahr 1893 und wurden von der deutschen Firma Krupp geliefert. Sie waren baugleich mit den auf den Panzerschiffen der Brandenburg-Klasse genutzten. Die Kanonen trugen die biblischen Namen Moses, Aron und Josva. Moses war beim Umladen im Osloer Hafen ins Wasser gefallen und kam auf diese Weise zu ihrem Namen. Die Kanonen und Torpedos der Festung versenkten am 9. April 1940 den schweren Kreuzer Blücher, als im Laufe des Zweiten Weltkrieges mit dem „Unternehmen Weserübung“ die Länder Norwegen und Dänemark vom Deutschen Reich militärisch besetzt wurden. Die erfolgreiche Gegenwehr der Festung unter Oberst Birger Eriksen ermöglichte es dem norwegischen König Håkon VII., mitsamt dem Goldschatz des Landes nach Großbritannien ins Exil zu entkommen. Die Ufa-Tonwoche („Wochenschau“) vom 3. Mai 1940 zeigte Bilder der von der Wehrmacht besetzten Festung.
Im Jahr 2002 wurden die letzten militärischen Einrichtungen stillgelegt. Heute befindet sich in Oscarsborg ein Festungsmuseum.

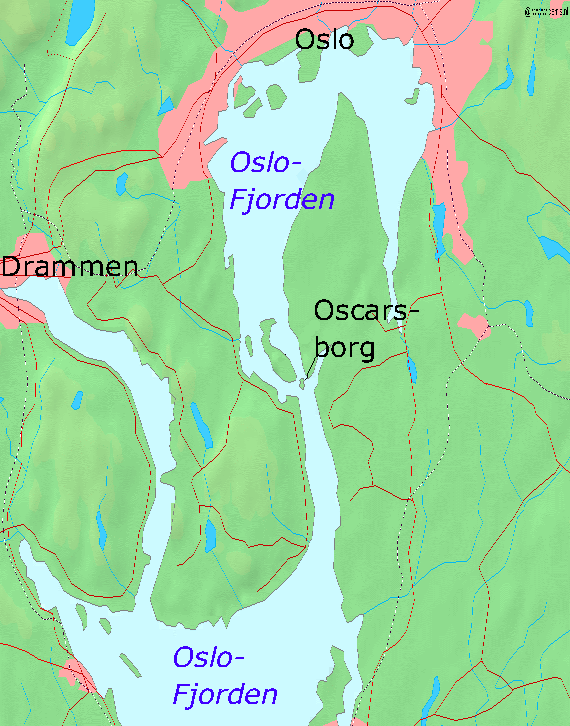
Lage von Oscarsborg im Oslo-Fjord
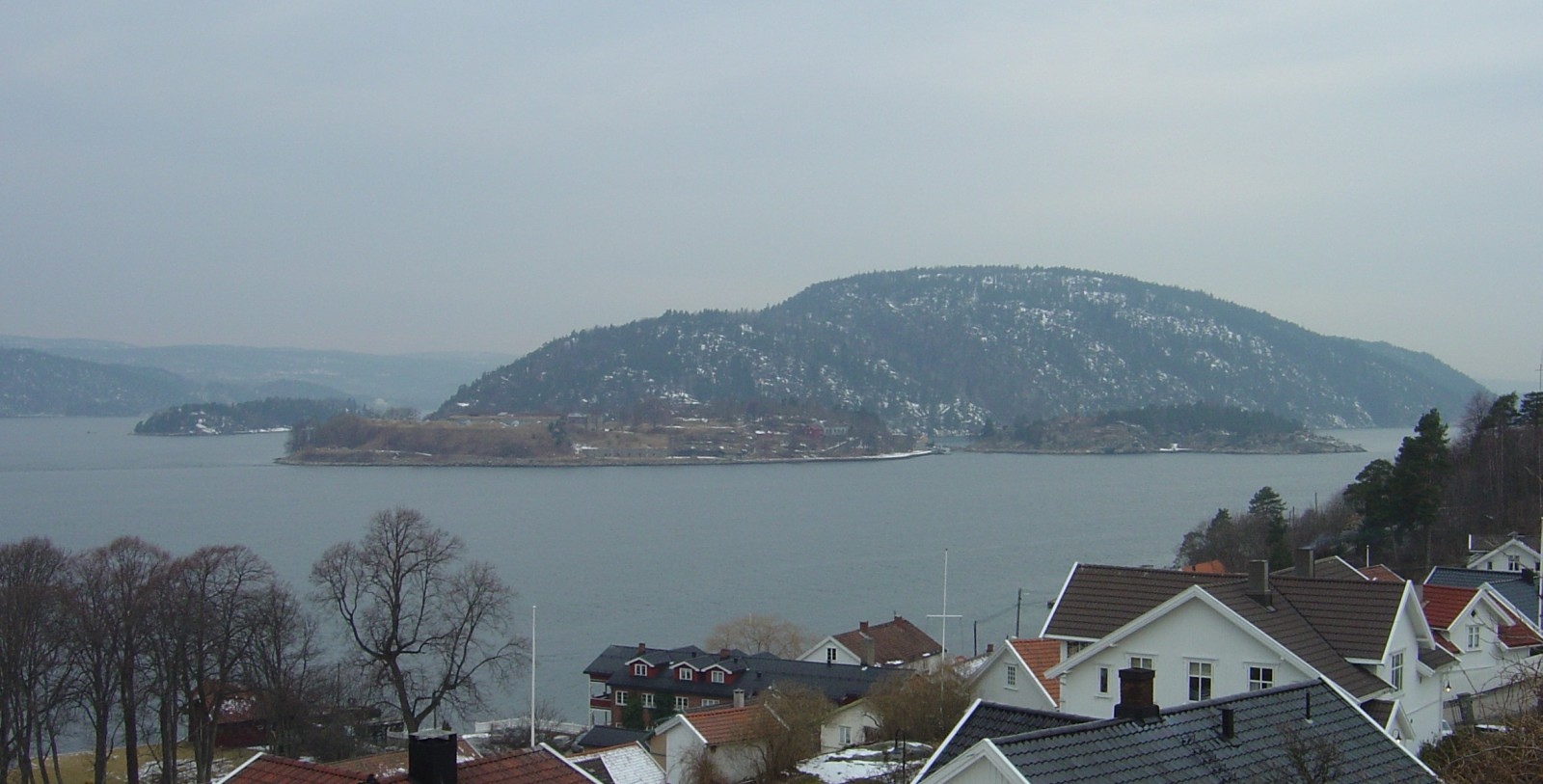
Festung Oscarsborg vom östlichen Ufer des Fjordes aus gesehen
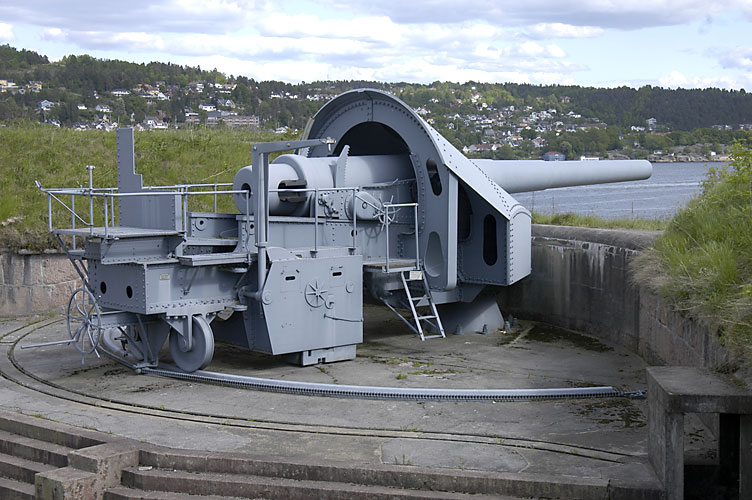
Krupp-Geschütz der Festung Oscarsborg